# Bosque mixto del valle del Po
El bosque mixto del valle del Po es una ecorregión de la ecozona paleártica, definida por WWF, que se extiende por el norte de Italia y el sur de Suiza.

## Descripción
Es una ecorregión de bosque templado de frondosas que ocupa 42.400 kilómetros cuadrados en la llanura padana, en el norte de Italia, y se extiende a lo largo del lago Mayor hasta el Cantón del Tesino, en Suiza.

## Flora
Antiguamente cubierto de robledal mixto caducifolio y bosque de ribera, la mayor parte de esa vegetación se ha perdido.

## Fauna
El valle del Po es el área de cría más importante en Italia para varias especies de garza, y es el único lugar de Italia donde anida el cormorán pigmeo (Phalacrocorax pygmaeus). También se encuentra aquí el amenazado porrón pardo (Aythya nyroca).

## Estado de conservación
En peligro crítico. Es una de las regiones más industrializadas de Europa. Las principales amenazas son la contaminación, la desecación de los humedales, la caza y las especies invasoras.